# Александра Арауджо
Александра Арауджо (порт. Alexandra Araújo, 13 липня 1972) — італійська ватерполістка бразильського походження.
Олімпійська чемпіонка 2004 року.
Чемпіонка світу з водних видів спорту 1998, 2001 років, призерка 2003 року.